# Dve Mogili

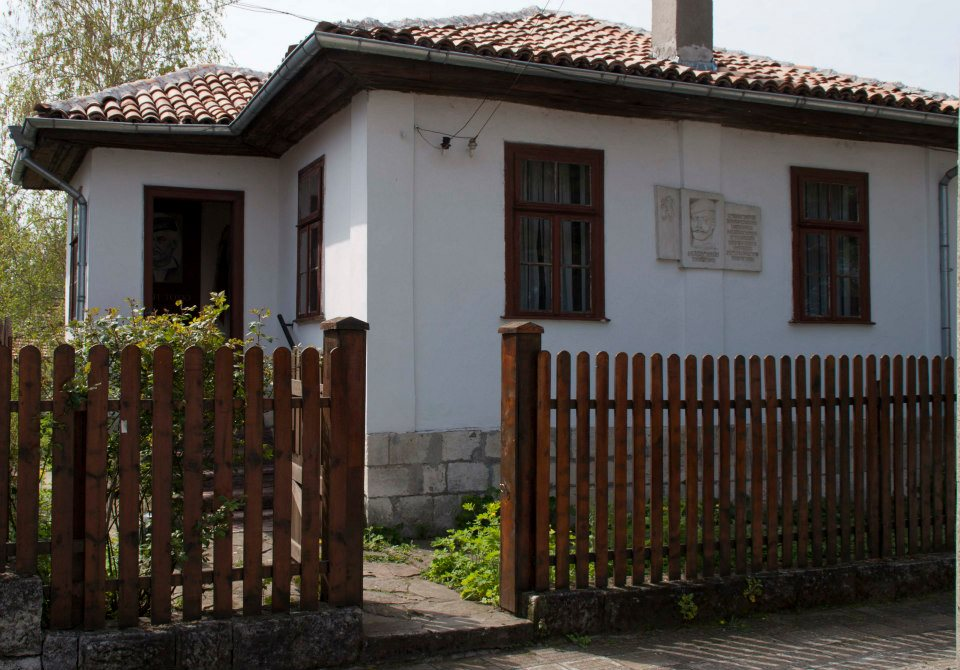
Het huis van revolutionair Filip Totju (1830-1907)

Dve Mogili (Bulgaars: Две могили; Turks: İkitepe) is een klein stadje met ongeveer 3.600 inwoners in het noordoosten van Bulgarije in de oblast Roese. De regionale hoofdstad Roese ligt op 32 km afstand. De naam ‘Dve Mogili’ betekent letterlijk vertaald vanuit het Bulgaars ‘twee grafheuvels’. De voetbalclub FC Dve Mogili komt uit deze stad.

## Geografie
De gemeente Dve Mogili heeft een oppervlakte van 342 km² en bevindt zich in het noordoosten van Bulgarije. De grenzen zijn als volgt:
- in het noorden - de gemeente Ivanovo;
- in het zuidoosten - de gemeente Opaka en de gemeente Popovo, oblast Targovisjte;
- in het westen - gemeente Borovo;
- in het zuidwesten - de gemeente Bjala.

## Bevolking
De gemeente Dve Mogili kampt sinds 1956 met een bevolkingskrimp, terwijl de bevolking van de stad Dve Mogili vanaf 1975 een dalende trend laat zien (zie: onderstaande grafiek). Vooral de bevolking op het platteland is tussen 1934 en 2019 drastisch afgenomen: van 17.640 personen tot 4.118 personen. Het inwonersaantal van het dorp Pepelina kromp bijvoorbeeld van 948 personen (in 1934) naar slechts 10 personen (in 2019).

### Etnische samenstelling
De bevolking van Dve Mogili is gemengd. De grootste bevolkingsgroep vormen de etnische Bulgaren (c. 60%), gevolgd door grote groepen van etnische Turken (c. 25%) en Roma (c. 10%). Deze percentages zijn de afgelopen decennia vrij stabiel gebleven (zie: onderstaande tabel).
| Etnische groep      | volkstelling 1992 | volkstelling 1992 | volkstelling 2001 | volkstelling 2001 | volkstelling 2011 | volkstelling 2011 | volkstelling 2011  |
| Etnische groep      | Aantal            | %                 | Aantal            | %                 | Aantal            | % (totaal)        | % (gespecificeerd) |
| ------------------- | ----------------- | ----------------- | ----------------- | ----------------- | ----------------- | ----------------- | ------------------ |
| Bulgaren            | 8.765             | 62,49             | 7.083             | 58,46             | 5.107             | 54,09             | 58,97              |
| Turken              | 3.591             | 25,60             | 3.363             | 27,76             | 2.519             | 26,68             | 29,09              |
| Roma                | 1.621             | 11,56             | 1.517             | 12,52             | 999               | 10,58             | 11,54              |
| Andere groepen      | 50                | 0,35              | 26                | 0,21              | 19                | 0,20              | 0,22               |
| Onbekend            | .                 | .                 | 94                | 0,78              | 16                | 0,17              | 0,18               |
| Niet gespecificeerd | .                 | .                 | 33                | 0,27              | 782               | 8,28              | .                  |
| Totaal              | 14.027            | 100,00            | 12.116            | 100,00            | 9.442             | 100,00            | 100,00             |

### Religie
De meest recente volkstelling is afkomstig uit februari 2011 en was optioneel. Van de 9.442 inwoners reageerden er 6.540 op de optionele volkstelling. De meerderheid van de respondenten behoorde tot de Bulgaars-Orthodoxe Kerk (64,4%). De rest van de bevolking bestond vooral uit moslims (21,1%), gevolgd door kleinere groepen mensen zonder religie (1,9%) en protestanten (1,0%). Zo'n 12,6% van de bevolking heeft liever geen antwoord willen geven of hangt een andere religie aan.
| Religieuze samenstelling in februari 2011 | Religieuze samenstelling in februari 2011 | Religieuze samenstelling in februari 2011 | Religieuze samenstelling in februari 2011 | Religieuze samenstelling in februari 2011 |
| ----------------------------------------- | ----------------------------------------- | ----------------------------------------- | ----------------------------------------- | ----------------------------------------- |
|                                           |                                           |                                           |                                           |                                           |
| Bulgaars-Orthodoxe Kerk                   | Bulgaars-Orthodoxe Kerk                   |                                           | 63,4%                                     | 63,4%                                     |
| Katholieke Kerk                           | Katholieke Kerk                           |                                           | 0,0%                                      | 0,0%                                      |
| Protestantisme                            | Protestantisme                            |                                           | 1,0%                                      | 1,0%                                      |
| Islam                                     | Islam                                     |                                           | 21,1%                                     | 21,1%                                     |
| Geen                                      | Geen                                      |                                           | 1,9%                                      | 1,9%                                      |
| Anders/ Onbekend                          | Anders/ Onbekend                          |                                           | 12,6%                                     | 12,6%                                     |

## Nederzettingen

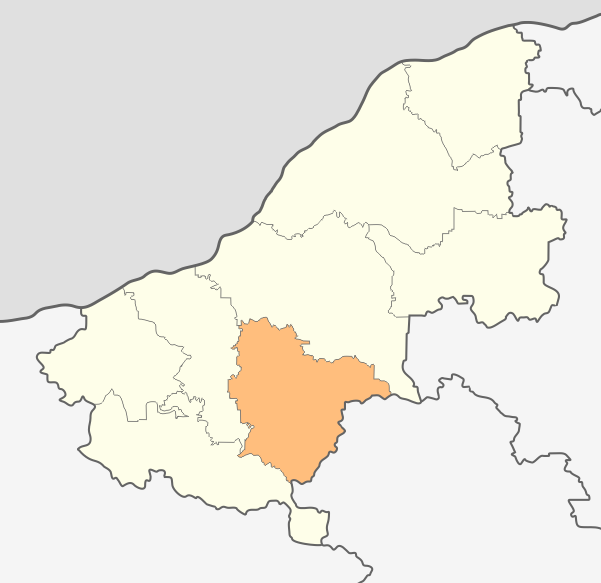
Ligging van de gemeente Dve Mogili in oblast Roese

Naast de stad Dve Mogili vallen 11 dorpen onder het administratieve bestuur van de gemeente Dve Mogili. 
| Plaatsnaam          | Cyrillisch        | Oppervlakte (km²) | Bevolking (2018) |
| ------------------- | ----------------- | ----------------- | ---------------- |
| Baniska             | Баниска           | 33,945            | 915              |
| Batisjnitsa         | Батишница         | 24,056            | 524              |
| Bazovets            | Бъзовец           | 31,704            | 766              |
| Dve Mogili          | Две могили        | 39,769            | 3.755            |
| Karan Varbovka      | Каран Върбовка    | 33,244            | 311              |
| Katselovo           | Кацелово          | 47,161            | 587              |
| Mogilino            | Могилино          | 28,291            | 158              |
| Ostritsa            | Острица           | 30,933            | 221              |
| Pepelina            | Пепелина          | 20,207            | 11               |
| Pomen               | Помен             | 15,935            | 313              |
| Sjirokovo           | Широково          | 18,472            | 70               |
| Tsjilnov            | Чилнов            | 18,578            | 370              |
| gemeente Dve Mogili | община Две могили | 342,295           | 8.001            |